# Тупралы
Тупралы (баш. Төпрәле) — деревня в Мутабашевском сельсовете Аскинского района Республики Башкортостан России.

## Население
| 2002 | 2009 | 2010 |
| ---- | ---- | ---- |
| 65   | ↘44  | ↘41  |

Согласно переписи 2002 года, преобладающая национальность — башкиры (95 %).
По справке, составленной научным сотрудником Казанского Института языка, литературы и искусств Дамиром Исхаковым, на анализе данных переписей 1926-1979 было установлено, что местное население в рамках политики башкиризации, переписано с татар на башкир в 1979 году, а по предыдущим переписям в селе проживали татары.

## Географическое положение
Расстояние до:
- районного центра (Аскино): 40 км,
- центра сельсовета (Старый Мутабаш): 3 км,
- ближайшей железнодорожной станции (Чернушка): 61 км.